# Гранадський договір (1491)
Гранадський договір, також відомий як Капітуляція Гранади або просто Капітуляції — підписаний і ратифікований договір 25 листопада 1491 року між султаном Гранадського імірату Мухаммадом XII та Фердинандом й Ізабеллою — королем та королевою Кастилії, Леону, Арагону та Сицилії. Укладенням договору завершилася Гранадська війну, яка тривала з 1482 року, а також припинилася облога, яка почалася навесні 1491 року.
Договір передбачав короткочасне перемир'я, після чого в січні 1492 року суверенітет мусульманського Гранадського емірату (заснованого в XIII столітті) перейшов до католицької Іспанії. Договір гарантував низку прав маврам, мусульманам, включаючи релігійну толерантність і справедливе ставлення в обмін на їх покору та капітуляцію. Капітуляції надали корінним євреям цих територій вибір: протягом трьох років або прийняти християнство, або мігрувати до Північної Африки. Згодом договір було замінено Альгамбрським едиктом 1492 року, який змусив усіх євреїв в Іспанії обирати між наверненням або вигнанням.

## Умови
Капітуляція 1492 року містила шістдесят сім статей, серед яких були такі:
- Щоб і великі, і малі були в цілковитій безпеці щодо своїх рідних, сімей та майна.
- Їм має бути дозволено продовжувати залишатися у своїх оселях і резиденціях, будь то в місті, передмісті чи будь-якій іншій частині країни.
- Щоб їхні закони були збережені такими, якими вони були раніше, і щоб ніхто не судив їх, окрім тих самих законів.
- Щоб їхні мечеті та релігійне майно, що їм належать, залишалися такими, якими вони були за часів ісламу.
- Жоден християнин не повинен входити в дім мусульманина або ображати його будь-яким способом.
- Щоб жодному християнину чи єврею, який обіймає державні посади за призначенням покійного султана, не дозволялося виконувати його функції чи керувати ними.
- Усі полонені мусульмани, взяті під час облоги Гранади, з якої б частини країни вони не прибули, але особливо вельможі та вожді, згадані в угоді, повинні бути звільнені.
- Полонені мусульмани, які могли б утекти від своїх панів-християн і знайшли притулок у Гранаді, не повинні здаватися, але султан повинен бути зобов'язаний сплатити вартість таких полонених їхнім власникам.
- Що всім тим, хто вирішить переправитися в Африку, буде дозволено відпливти протягом певного часу і бути доставленими туди на королівських кораблях, і без жодних грошових податків, накладених на них, крім простої плати за проїзд.
- Що після закінчення цього часу жоден мусульманин не повинен мати перешкод у від'їзді за умови, що він заплатить, на додаток до вартості самої поїздки, десятину будь-якого майна, яке він міг би взяти з собою.
- Щоб ніхто не був притягнутий до відповідальності та покараний за злочин іншої людини.
- Щоб християни, які прийняли іслам, не були змушені відмовитися від нього і прийняти своє колишнє віровчення.
- Що будь-якому мусульманину, який бажає стати християнином, слід дати кілька днів, щоб обміркувати крок, який він збирався зробити, після чого він повинен був бути допитаний як мусульманським, так і християнським суддею щодо його запланованих змін і якщо після цього спілкування він все ще відмовлявся повернутися до ісламу, йому слід дозволити слідувати своїм власним поглядам.
- Щоб жоден мусульманин не був притягнутий до відповідальності за смерть християнина, убитого під час облоги, і щоб жодна реституція власності, відібраної під час війни, не була примусовою.
- Що жоден мусульманин не повинен підлягати розквартируванні християнських солдатів або транспортуванню до провінцій цього королівства проти його волі.
- Щоб не підвищувати звичайні податки, а навпаки, усі гнітючі податки, які нещодавно введені, мають бути негайно скасовані.
- Жодному християнину не можна дозволяти підглядати через стіну або в будинок мусульманина або входити в мечеть.
- Що будь-який мусульманин, який вирішив подорожувати чи проживати серед християн, повинен бути в цілковитій безпеці щодо себе, рідних та майна.
- Щоб на них не ставили жодного значка чи розпізнавального знака, як це було зроблено з євреями та мудехами.
- Жоден муедзин не повинен бути перерваний в акті закликання людей до молитви і жоден мусульманин не повинен бути пригнічений під час виконання щоденних богослужінь, або під час дотримання свого посту, або в будь-якій іншій релігійній церемонії, але якщо християнин буде з них глузувати, він повинен бути покараний за це.
- Мусульмани мають бути звільнені від усіх податків на певну кількість років.
- Попросити Папу Римського дати свою згоду на вищезазначені умови та особисто підписати договір. [Це прохання мавританської сторони не було виконано.

## Протиріччя ході упровадження

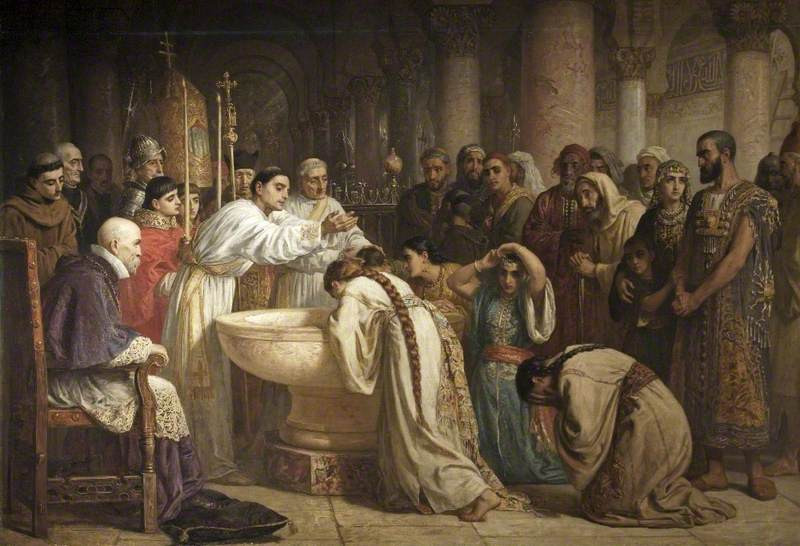
Примусове навернення під керівництвом Франсіско Хіменеса де Сіснероса вважалося порушенням договору та головною причиною пізніших повстань мусульманського населення. Картина Едвіна Лонга

Спочатку католицькі завойовники реалізували та удосконалювали щедрі умови цього договору. У Гранаді була створена спільна муніципальна рада, і мусульманам було дозволено обирати своїх представників. Незважаючи на тиск з боку іспанського духовенства, Фердинанд обрав політику «laissez faire» щодо мусульман, сподіваючись, що спілкування з католиками змусить їх «зрозуміти помилковість» своєї віри та відмовитися від неї. Архієпископом Гранадибув призначений відомий своєю поміркованістю та благочестям Ернандо де Талавера. Він був відомий тим, що віддавав перевагу проповіді, заснованій на «католицьких міркуваннях», на відміну від «покарань і батогів». Коли Фердинанд та Ізабелла відвідали місто влітку 1499 року, їх зустрів захоплений натовп, включаючи мусульман.
У той же час  до Гранади прибув кардинал Франсіско Хіменес де Сиснерос, архієпископ Толедо. Сиснеросу не сподобався підхід Талавери, і він почав відправляти мусульман, які не співпрацювали, особливо шляхту, до в'язниці, де з ними поводилися жорстоко, доки вони не погодилися перейти до християнства. Підбадьорений збільшенням кількості навернень, Сиснерос активізував зусилля і в грудні 1499 року повідомив Папі Олександру VI, що за один день було навернено три тисячі мусульман. Власна церковна рада Сиснероса попередила, що ці методи можуть бути порушенням Договору, а агіограф XVI століття Альвар Гомес де Кастро описав цей підхід як «неправильні методи».
У грудні 1499 року на тлі дедалі більшого примусового навернення до християнської віри та інциденту, пов'язаного зі спробою влади знову навернути мусульманку, яка вже прийняла християнство, населення мусульманського кварталу Гранади Альбайзіна почало відкрите збройне повстання. Талавера і генерал-капітан Тенділла вирішили ситуацію шляхом переговорів з мусульманами. Тим часом, щоб відповісти за свої дії, до суду в Севільї був викликаний Сиснерос. Він переконав католицьких монархів видати повстанцям колективне помилування за умови, що вони приймуть християнство. Отже, все місто Гранада номінально стало християнським, і договір фактично перестав діяти.